# Campeonato Regional Sur 1927-28
El Campeonato Regional Sur 1927-28 fue la decimotercera edición del campeonato del mismo nombre disputado en Sevilla, entre el 16 de octubre de 1927 al 29 de enero de 1928. Organizado por la Federación Regional Sur, el Real Betis Balompié fue el campeón tras derrotar al Sevilla FC por 3-1 en el Stadium América de Córdoba. Fue el primer título para el conjunto bético, que fue celebrado con mucho entusiasmo por la afición bética a la vuelta del club a Sevilla.

## Desarrollo

### Participantes
Fue disputado por ocho clubes: dos de la provincia de Sevilla, uno de la provincia de Huelva, tres de la provincia de Cádiz y dos de la provincia de Málaga.
En su decimotercera edición sería bajo un formato de sistema de liga, habiendo dos subgrupos, con doble partido entre todos los contendientes bajo un baremo de puntos. Habiendo una fase final a doble partido en un solo grupo con los dos primeros clasificados de cada subgrupo, habiendo un partido final en caso de empate de puntos. 
- Real Betis
- Sevilla FC
- Recreativo de Huelva
- Español FC Cádiz
- Algeciras CF
- Real Balompédica Linense
- CD Málaga (Todavía no era un equipo reconocido profesionalmente)
- FC Malagueño

## Fase de grupos final
|    |  | Equipo                   | PJ | PG | PE | PP | GF | GC | Pts | Notas                       |
| -- |  | ------------------------ | -- | -- | -- | -- | -- | -- | --- | --------------------------- |
| 1. |  | Real Betis               | 6  | 5  | 0  | 1  | 20 | 8  | 10  | Clasificado a la fase final |
| 2. |  | Sevilla FC               | 6  | 5  | 0  | 1  | 18 | 5  | 10  | Clasificado a la fase final |
| 3. |  | Real Balompédica Linense | 6  | 1  | 0  | 5  | 7  | 20 | 2   |                             |
| 4. |  | CD Málaga                | 6  | 1  | 0  | 5  | 5  | 17 | 2   |                             |

## Final
Disputada en el Staduim América de Córdoba entre Real Betis Balompié y el Sevilla Foot-Ball Club el 29 de enero de 1928, finalizó con victoria bética por 3-1 que les proclamó como campeón de Andalucía.   
| 1     | POR   | Jesús Pedrosa |  |
| 2     | DEF   | Jiménez       |  |
| 3     | DEF   | Andrés Aranda |  |
| 4     | DEF   | Castañeda     |  |
| 5     | DEF   | Estévez,      |  |
| 6     | MED   | Tenorio       |  |
| 7     | MED   | Manolín       |  |
| 8     | MED   | Enrique       |  |
| 9     | DEL   | Carrasco      |  |
| 10    | DEL   | Adolfito      |  |
| 11    | DEL   | Romero        |  |
| D. T. | D. T. | César Reyes   |  |

| 1     | POR   | Paco          |  |
| 2     | DEF   | Sedeño        |  |
| 3     | DEF   | Iglesias      |  |
| 4     | MED   | Ocaña         |  |
| 5     | MED   | Chaves        |  |
| 6     | MED   | Roldán        |  |
| 7     | DEL   | Brand II      |  |
| 8     | DEL   | Carreño       |  |
| 9     | DEL   | León          |  |
| 10    | DEL   | Brand I       |  |
| 11    | DEL   | Monge         |  |
| D. T. | D. T. | Lippo Hertzka |  |

| 1-0 2-0 3-0 3-1 | Carrasco Enrique Romero Carreño | 4' · 8' · 10' · 86' |

| Principal | Manuel Lozano |

|  |                   |    |   |
|  | Tiros             | 10 | 6 |
|  | Faltas            | 7  | 9 |
|  | Saques de esquina | 3  | 2 |
|  | Fueras de juego   | 4  | 2 |

| 1     | POR   | Jesús Pedrosa |  |
| 2     | DEF   | Jiménez       |  |
| 3     | DEF   | Andrés Aranda |  |
| 4     | DEF   | Castañeda     |  |
| 5     | DEF   | Estévez,      |  |
| 6     | MED   | Tenorio       |  |
| 7     | MED   | Manolín       |  |
| 8     | MED   | Enrique       |  |
| 9     | DEL   | Carrasco      |  |
| 10    | DEL   | Adolfito      |  |
| 11    | DEL   | Romero        |  |
| D. T. | D. T. | César Reyes   |  |

| 1     | POR   | Paco          |  |
| 2     | DEF   | Sedeño        |  |
| 3     | DEF   | Iglesias      |  |
| 4     | MED   | Ocaña         |  |
| 5     | MED   | Chaves        |  |
| 6     | MED   | Roldán        |  |
| 7     | DEL   | Brand II      |  |
| 8     | DEL   | Carreño       |  |
| 9     | DEL   | León          |  |
| 10    | DEL   | Brand I       |  |
| 11    | DEL   | Monge         |  |
| D. T. | D. T. | Lippo Hertzka |  |

| 1-0 2-0 3-0 3-1 | Carrasco Enrique Romero Carreño | 4' · 8' · 10' · 86' |

| Principal | Manuel Lozano |

|  |                   |    |   |
|  | Tiros             | 10 | 6 |
|  | Faltas            | 7  | 9 |
|  | Saques de esquina | 3  | 2 |
|  | Fueras de juego   | 4  | 2 |

| 1     | POR   | Jesús Pedrosa |  |
| 2     | DEF   | Jiménez       |  |
| 3     | DEF   | Andrés Aranda |  |
| 4     | DEF   | Castañeda     |  |
| 5     | DEF   | Estévez,      |  |
| 6     | MED   | Tenorio       |  |
| 7     | MED   | Manolín       |  |
| 8     | MED   | Enrique       |  |
| 9     | DEL   | Carrasco      |  |
| 10    | DEL   | Adolfito      |  |
| 11    | DEL   | Romero        |  |
| D. T. | D. T. | César Reyes   |  |

| 1     | POR   | Paco          |  |
| 2     | DEF   | Sedeño        |  |
| 3     | DEF   | Iglesias      |  |
| 4     | MED   | Ocaña         |  |
| 5     | MED   | Chaves        |  |
| 6     | MED   | Roldán        |  |
| 7     | DEL   | Brand II      |  |
| 8     | DEL   | Carreño       |  |
| 9     | DEL   | León          |  |
| 10    | DEL   | Brand I       |  |
| 11    | DEL   | Monge         |  |
| D. T. | D. T. | Lippo Hertzka |  |

| 1-0 2-0 3-0 3-1 | Carrasco Enrique Romero Carreño | 4' · 8' · 10' · 86' |

| Principal | Manuel Lozano |

|  |                   |    |   |
|  | Tiros             | 10 | 6 |
|  | Faltas            | 7  | 9 |
|  | Saques de esquina | 3  | 2 |
|  | Fueras de juego   | 4  | 2 |

| 1     | POR   | Jesús Pedrosa |  |
| 2     | DEF   | Jiménez       |  |
| 3     | DEF   | Andrés Aranda |  |
| 4     | DEF   | Castañeda     |  |
| 5     | DEF   | Estévez,      |  |
| 6     | MED   | Tenorio       |  |
| 7     | MED   | Manolín       |  |
| 8     | MED   | Enrique       |  |
| 9     | DEL   | Carrasco      |  |
| 10    | DEL   | Adolfito      |  |
| 11    | DEL   | Romero        |  |
| D. T. | D. T. | César Reyes   |  |

| 1     | POR   | Paco          |  |
| 2     | DEF   | Sedeño        |  |
| 3     | DEF   | Iglesias      |  |
| 4     | MED   | Ocaña         |  |
| 5     | MED   | Chaves        |  |
| 6     | MED   | Roldán        |  |
| 7     | DEL   | Brand II      |  |
| 8     | DEL   | Carreño       |  |
| 9     | DEL   | León          |  |
| 10    | DEL   | Brand I       |  |
| 11    | DEL   | Monge         |  |
| D. T. | D. T. | Lippo Hertzka |  |

| 1-0 2-0 3-0 3-1 | Carrasco Enrique Romero Carreño | 4' · 8' · 10' · 86' |

| Principal | Manuel Lozano |

|  |                   |    |   |
|  | Tiros             | 10 | 6 |
|  | Faltas            | 7  | 9 |
|  | Saques de esquina | 3  | 2 |
|  | Fueras de juego   | 4  | 2 |

|                                |
|                                |
| Campeón Real Betis 1.er título |

| Real Betis |